# Kirchenkreis Steglitz

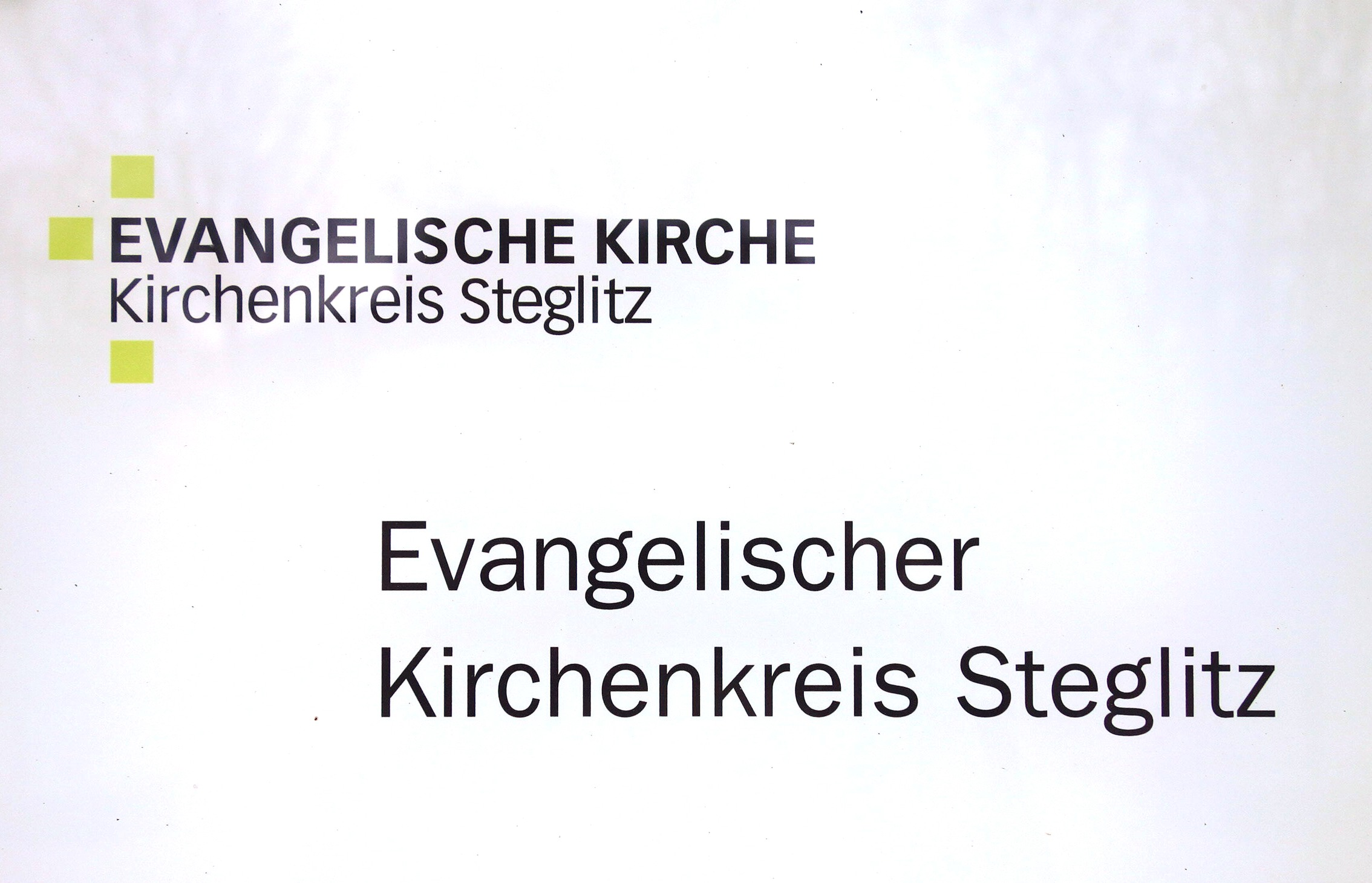
Logo des Kirchenkreises Steglitz am Paulus-Zentrum in Lichterfelde

Der Kirchenkreis Steglitz ist einer von zehn Kirchenkreisen der Evangelischen Kirche Berlin-Brandenburg-schlesische Oberlausitz im Sprengel Berlin. Er ist ein Zusammenschluss evangelischer Kirchengemeinden im Bereich Steglitz des kommunalen Bezirks Steglitz-Zehlendorf im Südwesten Berlins. Zu ihm gehörten 2021 rund 53.000 evangelische Christen.

## Geschichte
Im Zuge der Neuordnung der Evangelischen Kirche in Berlin-Brandenburg nach dem Zweiten Weltkrieg wurde der Kirchenkreis Steglitz am 1. April 1948 durch die Auflösung der Kirchenkreise Kölln-Land I und Kölln-Land II gebildet. Der neue Kirchenkreis umfasste die folgenden drei (Groß-)Gemeinden:
- Berlin-Steglitz (von Kölln-Land I) mit den Kirchen Matthäuskirche, Markuskirche, und Lukaskirche.
- Berlin-Lichterfelde (von Kölln-Land I) mit den Kirchen Dorfkirche Giesensdorf, Dorfkirche Lichterfelde, Pauluskirche, Petruskirche, Johanneskirche und der Martin-Luther-Kirche.
- Berlin-Lankwitz (von Kölln-Land II) mit den Kirchen Dorfkirche Lankwitz und der Dreifaltigkeitskirche.

Zum 1. August 1955 wurde dem Kirchenkreis Steglitz zusätzlich das Gebiet der Kirchengemeinde Südende-West mit der Kirche zur Wiederkunft Christi zugeschlagen, das von der Kirchengemeinde Mariendorf im damaligen Kirchenkreis Neukölln abgeteilt wurde. Die evangelischen Einwohner des Ortsteils wurden der Markus-Kirchengemeinde zugeordnet.
Durch Gemeindeteilungen wuchs die Zahl der zum Kirchenkreis gehörigen Gemeinden auf zwischenzeitlich 15 Gemeinden. Nach der Zusammenlegung der Gemeinden Petrus und Giesensdorf belief sich die Zahl der Kirchengemeinden auf 14.
Ab 1958 prägte ein umfangreiches Neubauprogramm den Kirchenkreis: Neu gebaut wurden das Paul-Schneider-Gemeindezentrum (1958), die Patmos-Kirche (1963), das Rufus-Gemeindezentrum Alt-Lankwitz (1967–1968), das Gemeindezentrum Johann-Sebastian-Bach (1967–1968) und das Gemeindezentrum Dietrich-Bonhoeffer (1971). Ein weiteres Gemeindezentrum wurde Anfang der siebziger Jahre in dem Neubaugebiet „Thermometersiedlung“ in Lichterfelde-Süd im Bereich der Dorfkirchengemeinde Giesensdorf gebaut, die Markus-Kirchengemeinde errichtete 1973 den Gemeindestützpunkt Gravelottestraße.

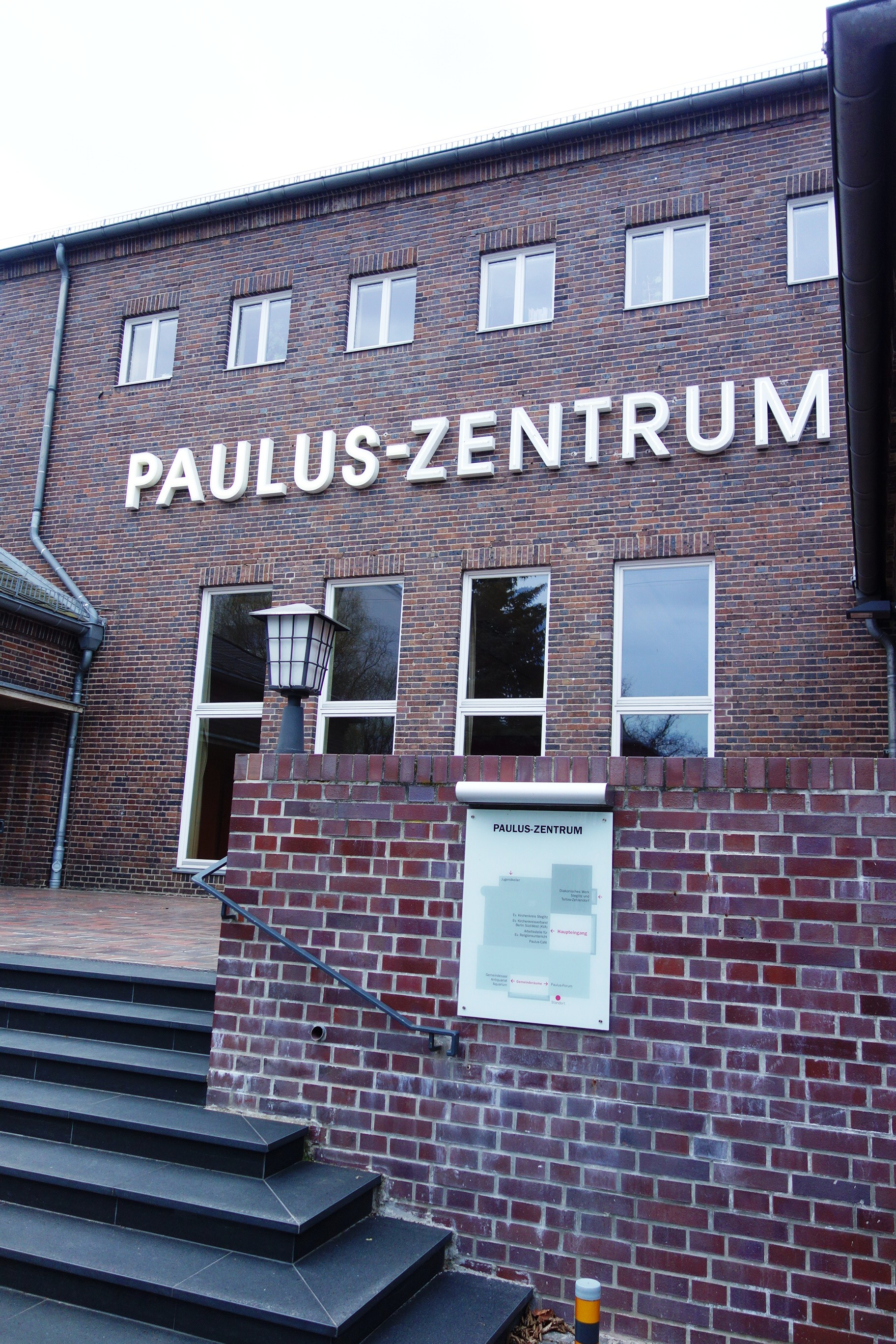
Paulus-Zentrum in Berlin-Lichterfelde. Sitz der Superintendentur und kreiskirchlicher Einrichtungen

2006 wurde das Gemeindehaus der Paulusgemeinde in Lichterfelde zum „Paulus-Zentrum“ umgebaut, das neben der Superintendentur weitere kreiskirchliche Einrichtungen beherbergt.

## Organisation

### Superintendenten
Der Kirchenkreis Steglitz wurde von den folgenden Superintendenten geleitet:
- 1948–1965: Bruno Tecklenburg (1897–1970)
- 1966–1980: Martin Backhaus (1923–2002)
- 1982–1989: Friedrich Wirnsberger (1931–2018)
- 1990–2009: Friedrich Gülzow (1944–2024)
- 2010–2024: Thomas Seibt
- seit 2024: Christa Olearius

Sitz der Superintendentur war anfangs am Johanneskirchplatz 1 (bis 1956 Friedrichplatz) in Lichterfelde-West, dann am Lichterfelder Tietzenweg 132. Mit der Fertigstellung des Paulus-Zentrums am Hindenburgdamm 101 in Lichterfelde zog die Superintendentur im Oktober 2007 gemeinsam mit anderen kreiskirchlichen Einrichtungen dorthin um.
Nachdem das Amt des Superintendenten stets mit einer Gemeindepfarrstelle verbunden war, beschloss die Kreissynode am 14. November 2020 die Errichtung einer eigenen Kreispfarrstelle für den Superintendenten oder die Superintendentin.

### Kirchengemeinden
Im Jahr 2020 gehörten die folgenden 14 Kirchengemeinden zum Evangelischen Kirchenkreis Steglitz, die in drei Sprengeln, die im Jahre 2007 gebildet wurden, zusammengefasst sind:
Sprengel Lankwitz (alle vier Gemeinden entstanden durch die Teilung der (Groß-)Gemeinde Berlin-Lankwitz am 1. Januar 1963):
- Dietrich-Bonhoeffer-Kirchengemeinde
- Dorfkirchengemeinde Lankwitz
- Dreifaltigkeits-Kirchengemeinde
- Paul-Schneider-Kirchengemeinde

Sprengel Lichterfelde (bis auf die Gemeinde Johann-Sebastian-Bach entstanden alle Gemeinden durch die Teilung der (Groß-)Gemeinde Berlin-Lichterfelde am 1. April 1954)
- Paulus-Kirchengemeinde (Lichterfelde)
- Johannes-Kirchengemeinde
- Petrus-Kirchengemeinde
- Martin-Luther-Kirchengemeinde
- Kirchengemeinde Lichterfelde-Giesensdorf
- Johann-Sebastian-Bach-Kirchengemeinde (abgeteilt von der Johannesgemeinde am 1. April 1969)

Sprengel Steglitz-Nord (bis auf die Gemeinden Patmos und Südende entstanden die Gemeinden durch die Teilung der (Groß-)Gemeinde Berlin-Steglitz am 1. April 1950)
- Lukasgemeinde
- Markusgemeinde
- Martin-Luther-Gemeinde
- Matthäusgemeinde
- Patmosgemeinde (Abgeteilt von der Matthäusgemeinde am 1. Oktober 1963)
- Kirchengemeinde Südende (Abgeteilt von der Markusgemeinde am 1. Juli 1959)

Seit Gründung des Kirchenkreises nehmen die Gemeindegliederzahlen ab: Betrugen sie 1958 noch 163.100, sanken sie 1984 auf 110.885. Im Jahr 2021 zählte der Kirchenkreis in seinen Gemeinden rund 53.000 Mitglieder.

## Arbeitsfelder des Kirchenkreises
Neben den „klassischen“ kreiskirchlichen Aufgaben der Gemeindeberatung, der Arbeit mit Kindern und Jugendlichen oder der Krankenhausseelsorge sind die folgenden „besonderen“ Arbeitsfelder zu nennen:
- Partnerschaft Südafrika

Angeregt vom Berliner Missionswerk und den Modellen der Kirchenkreise Reinickendorf, Tempelhof und Berlin-Stadt II begrüßte die Kreissynode Steglitz auf ihrer Tagung am 9. Oktober 1976 partnerschaftliche Beziehungen zwischen Christen in Steglitz und Südafrika und lud alle Gemeinden des Kirchenkreises zur Mitarbeit ein. Die Kirchenleitung der Kap-Oranje-Diözese der Ev.-Luth. Church in Southern Africa gab daraufhin die Zustimmung zu einer Partnerschaft mit dem South East Cape Circuit, wonach Verbindungen einzelner Gemeinden zueinander entstanden. Neben persönlichen Begegnungen und Studienreisen unterstützten fast alle Steglitzer Gemeinden Kirchbauprojekte in den südafrikanischen Partnergemeinden. Das Ende der Apartheid in Südafrika stellte einen tiefen Einschnitt für die Partnerschaftsarbeit dar, „das bisherige politische Engagement wurde nicht mehr als nötig betrachtet“. So beschloss u. a. der Gemeindekirchenrat der Markus-Kirchengemeinde im Mai 2014, die Partnerschaft mit Amalienstein/Südafrika ruhen zu lassen.
- Partnerschaft mit dem Kirchenkreis Lichtenberg

Zur Zeit der deutschen Teilung unterhielten fast alle evangelischen Kirchengemeinden in der Bundesrepublik Deutschland und Berlin (West) Paten- oder Partnerschaften mit Gemeinden in der DDR. Innerhalb dieses Programmes war der Kirchenkreis Steglitz (Berlin-West) mit dem Kirchenkreis Lichtenberg (Berlin-Ost) verbunden. Besondere Gestalt erfuhr diese Partnerschaft mit Verbindungen zwischen einzelnen Kirchengemeinden zueinander. Einige der Gemeindepartnerschaften wurden über die Wiedervereinigung Deutschlands und der Evangelischen Kirche in Berlin-Brandenburg hinaus aufrechterhalten, andere dagegen aufgegeben oder ruhengelassen.
- Sozialraumorientierung

Im Rahmen eines mit Bundesmitteln geförderten Sanierungsprojektes einer sog. Kleinraumsiedlung am Woltmannweg in Lichterfelde-Süd im Bereich der Petrusgemeinde zwischen 1978 und 1994 wurde der Kirchenkreis Steglitz vom Sanierungsträger GSW mit den Aufgaben der Sozialplanung beauftragt.
Wegbereiter für die ambulante Versorgung Pflegebedürftiger in Berlin waren Initiativen im Kirchenkreis Steglitz: Noch bevor das Abgeordnetenhaus von Berlin (West) 1981 die Errichtung von Sozialstationen für die ambulante Versorgung Pflegebedürftiger beschloss, wurde 1979 die Diakoniestation Lankwitz als erste Diakoniestation in Berlin gegründet. Es folgten 1981 die Diakoniestationen Steglitz-Mitte der Gemeinden Matthäus, Markus, Lukas, Patmos und Südende sowie die Diakoniestation Lichterfelde-West durch Zusammenschluss der Gemeinden Johannes, Martin-Luther und Paulus.
Angesichts der Flüchtlingswelle der Jahre 2015/2016 beteiligte sich der Kirchenkreis am „Willkommensbündnis“ des Bezirkes Steglitz-Zehlendorf, eine „Arbeitsgemeinschaft Flüchtlinge“ wurde gebildet. Beginnend am 1. November 2015 wurde entschieden, eine Projektstelle einzurichten, die der Beratung und Koordinierung der Flüchtlingsarbeit im Kirchenkreis Steglitz dient. Weiterhin wurde ein Hilfsfonds aufgelegt, aus dem Gemeinden und Einrichtungen des Kirchenkreises Zuwendungen für Flüchtlingsprojekte erhalten können.
- Kirchenmusik

Der Konvent der Kirchenmusiker und Kirchenmusikerinnen im Kirchenkreis hat seit 1970 die Federführung für die alljährlich stattfindenden Steglitzer Kirchenmusiktage, die seit 1978 auch von den Kirchenmusikern und -musikerinnen der Steglitzer katholischen Gemeinden mitverantwortet werden. Als erster Kirchenkreis in Berlin hat der Kirchenkreis Steglitz 2016 eine Stelle für Popularmusik eingerichtet.

## Beteiligungen/Trägerschaften des Kirchenkreises
Der Kirchenkreis Steglitz ist seit 1966 Träger der
- Seniorenwohnanlage Anna Charlotte in der Langestraße in Lichterfelde[25]

Gemeinsam mit dem Kirchenkreis Teltow-Zehlendorf ist der Kirchenkreis Steglitz Träger
- des Evangelischen Kirchenkreisverbandes Berlin Süd-West, der wiederum Träger des gemeinsamen Verwaltungsamtes Berlin Süd-West ist,
- der Arbeitsstelle für Ev. Religionsunterricht (ARU) für den Bezirk Steglitz-Zehlendorf und des
- Diakonischen Werkes Steglitz und Teltow-Zehlendorf e. V.